# Несбитт, Джеймс
Джеймс Не́сбитт (англ. James Nesbitt; род. 15 января 1965, Баллимина, Северная Ирландия) — британский актёр театра, кино и телевидения.

## Биография

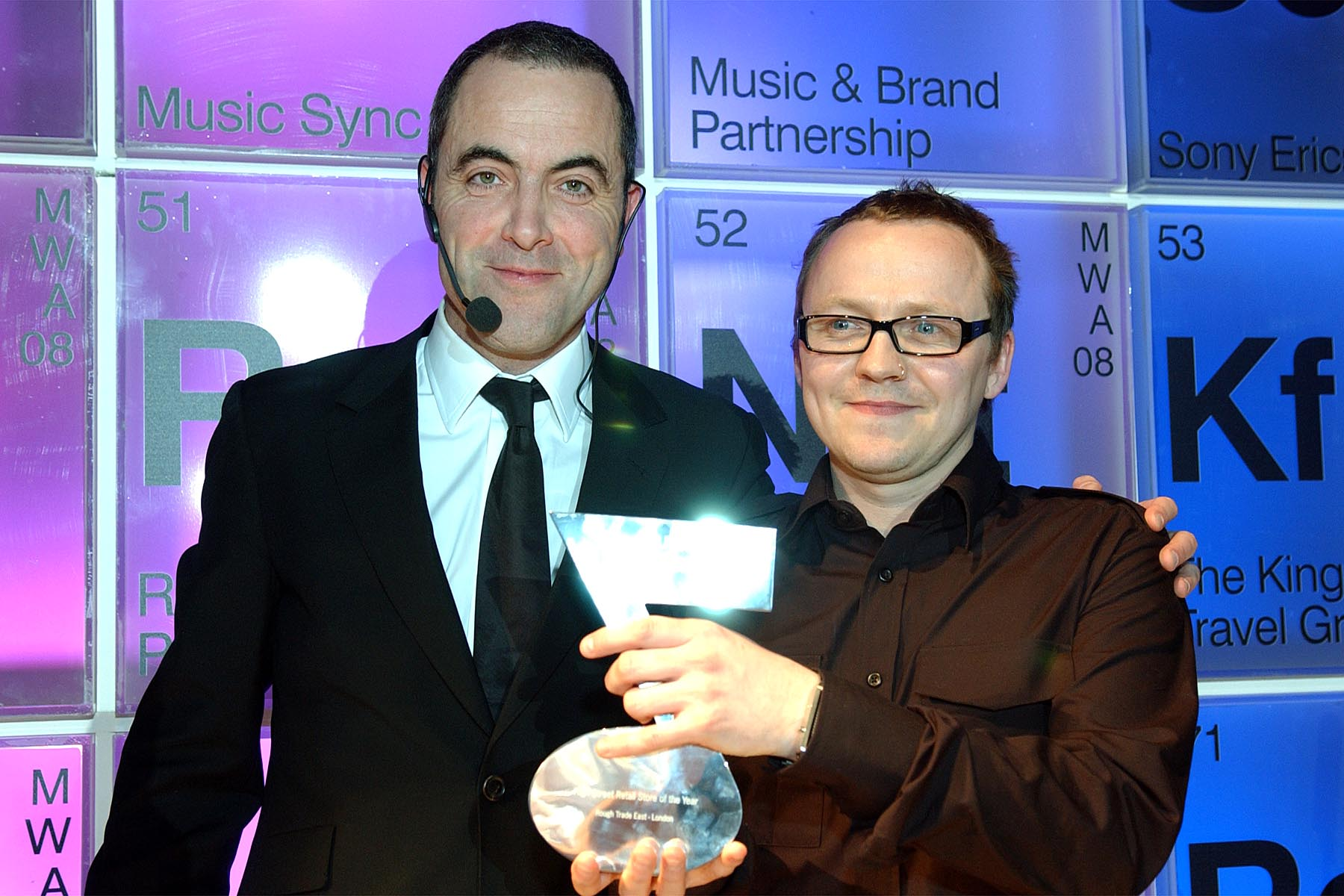
Джеймс Несбитт (слева) в роли ведущего церемонии награждения «Продавец года», апрель 2009.

Джеймс Несбитт родился 15 января 1965 года в городе Бэллимена. Рос в близлежащей деревне Брушайн (англ. Broughshane), в 1976 году с семьёй переехал в город Колрейн, где получил среднее образование в школе англ. Coleraine Academical Institution. Окончил её в 1983 году.
Поначалу Джеймс думал пойти по стопам отца, стать учителем, и поэтому начал изучать французский язык в Ольстерском университете (англ. University of Ulster), но отучился лишь один год, решив стать актёром, для чего переехал в Лондон и поступил в университет англ. Central School of Speech and Drama, который закончил в 1987 году.
Впервые на телеэкранах Джеймс появился в 1984 году в небольшой роли (в титрах не указан) в одном эпизоде сериала англ. Play for Today. Впервые на широком экране зрители увидели актёра два года спустя в ленте «Конец Человека мира», где он играл полицейского. Регулярные роли Джеймс Несбитт стал получать с 1991 года. В 2003—2005 годах был ведущим церемонии награждения англ. Irish Film & Television Awards.
С 2005 года Джеймс является послом доброй воли при ЮНИСЕФ—Великобритания (англ. UNICEF UK), также он участвует в многочисленных благотворительных акциях, в связи с чем в марте 2010 года был избран канцлером (англ. Chancellor (education)) Ольстерского университета.

### Семья
- Отец — Джеймс «Джим» Несбитт — учитель, а позднее директор начальной школы в небольшой деревне[4].
- Мать — Мэй Несбитт — служащая[4].
- Сёстры — Маргарет, Кэтрин и Андреа[7] — все трое стали учительницами.
- Жена — Соня Форбс-Адам (с 1994 года) — бывшая актриса[4].
  - Дочери — Пегги (род. 1998) и Мэри (род. 2002)[4][7].

## Избранные работы
См. тж. Фильмография Джеймса Несбитта  (англ.)

### Кино

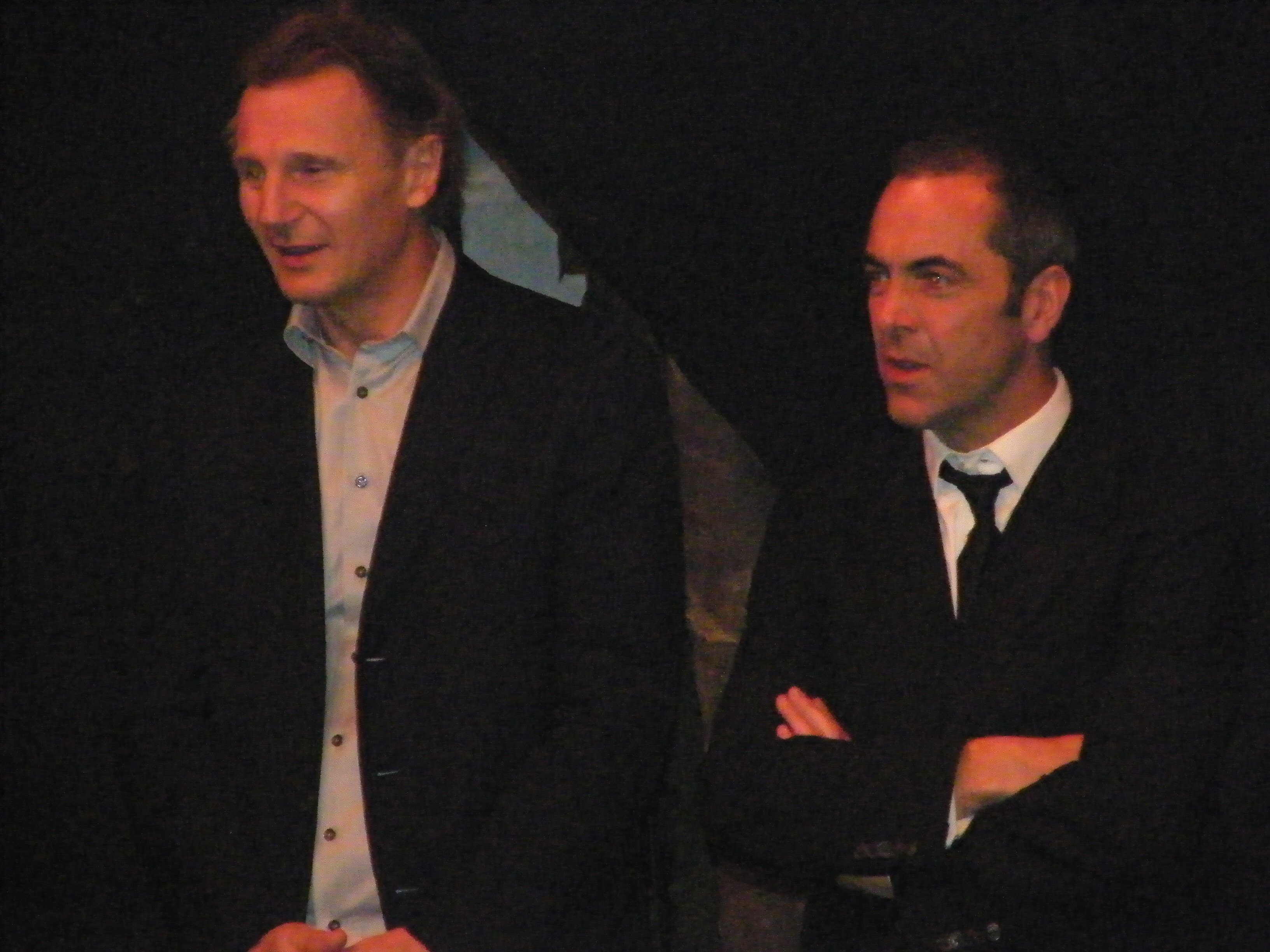
Джеймс Несбитт (справа) с актёром Лиамом Нисоном, январь 2008.

- 1991 — «Услышьте мою песню» / Hear My Song — Финтан О’Доннелл
- 1996 — «Джуд» / Jude — дядя Джо
- 1997 — «Добро пожаловать в Сараево» / Welcome to Sarajevo — Грэгг, военный кинооператор
- 1997 — «Это море» / This Is the Sea — Хьюберт Портер, констебль
- 1998 — «Воскресший» / Resurrection Man — Райан
- 1998 — «Сюрприз старины Неда» / Waking Ned — свинообразный финн
- 1999 — «Женские сплетни» / англ. Women Talking Dirty — Стэнли
- 2000 — «История о Гарри» / Wild About Harry — Уолтер Эдейр
- 2001 — «Подарок судьбы» / англ. Lucky Break — Джеймс Хэндс/лорд Нельсон
- 2002 — «Кровавое воскресенье» / Bloody Sunday — Айвен Купер
- 2004 — «Миллионы» / Millions — Ронни Каннингем
- 2005 — «Матч-пойнт» / Match Point — детектив Баннер
- 2009 — «Вишнёвая бомба» / Cherrybomb — Дэйв Крилли
- 2010 — «Изгнанники» / Outcast — Кэтел
- 2010 — «Соответствие Джека» / Matching Jack — Коннор
- 2010 — «Путь» / The Way — Джек
- 2011 — «Кориолан» / Coriolanus — Луций Сициний Беллут
- 2012 — «Хоббит: Нежданное путешествие» / The Hobbit: An Unexpected Journey — Бофур, гном[8]
- 2013 — «Хоббит: Пустошь Смауга» / The Hobbit: The Desolation of Smaug — Бофур, гном[8]
- 2014 — «Хоббит: Битва пяти воинств» / The Hobbit: The Battle of the Five Armies — Бофур, гном[8]

### Телевидение
- 1992 — Хроники молодого Индианы Джонса / The Young Indiana Jones Chronicles — Юрий (в одном эпизоде)
- 1992 — Ковингтон-Кросс / англ. Covington Cross — Хамфри (в одном эпизоде)
- 1993 — Лавджой / англ. Lovejoy — Джерри Бойл (в одном эпизоде)
- 1994 — Между линий / Between the Lines — Шон Феллан (в одном эпизоде)
- 1996, 1998 — Страшный поцелуй ангела / англ. Ballykissangel — Лео Макгарви (в пяти эпизодах)
- 1998 — Прикосновение зла / англ. Touching Evil — Дэвид Лейни (в двух эпизодах)
- 1998—2003 — Малодушие / англ. Cold Feet — Адам Уильямс (в тридцати трёх эпизодах)
- 2003—2007 — Закон Мёрфи / Murphy’s Law — Томми Мёрфи (в двадцати двух эпизодах)
- 2007 — Джекилл / Jekyll — доктор Том Джекман/мистер Хайд/доктор Джекилл (в шести эпизодах)[9]
- 2008 — Страсть[англ.] / The Passion — Понтий Пилат (в четырёх эпизодах)
- 2008 — Человек полуночи / Midnight Man — Макс Рабан (в трёх эпизодах)
- 2009 — Пять минут рая / англ. Five Minutes of Heaven — Джо Гриффин в 2008 году
- 2009 — Оккупация / Occupation — сержант Майк Свифт (в трёх эпизодах)
- 2010 — Бездна / The Deep — Клемм Доннелли (в пяти эпизодах)
- 2011—2012 — Доктор Монро / Monroe — доктор Габриэль Монро, нейрохирург
- 2014 — Пропавший без вести / The Missing — Тони Хьюз (в восьми эпизодах)
- 2016—2018 — Счастливчик / Stan Lee’s Lucky Man — Гарри Клейтон, детектив (в двадцати восьми эпизодах)
- 2021—2022 — Призраки прошлого[англ.] / Bloodlands — старший инспектор Том Бранник (в десяти эпизодах)

### Театр
Дебют Джеймса на сцене состоялся в возрасте 13 лет в небольшом колрейнском театре «Риверсайд». На протяжении трёх лет он играл в нём. Первой ролью Джеймса был Артфул Доджер (англ. Artful Dodger) в мюзикле «Оливер!».
- 1983 — Шоу Роки Ужаса / англ. The Rocky Horror Show — Брэд Мейджорс
- 1983 — Проклятье Божье / англ. Godspell — Иисус Христос (белфастский театр Гранд-Опера-Хаус (англ. Grand Opera House, Belfast))
- 1986 — Вестсайдская история / West Side Story — второстепенная роль (трёхмесячный тур по городам Эннискиллен, Белфаст и Колрейн)
- 1989 — Как вам это понравится / As You Like It — герцог Фредерик/Старый герцог
- 1989—1990 — Гамлет / Hamlet — Гильденстерн/Бернардо/Второй могильщик (реж. Юрий Любимов; мировой тур по городам Лестер, Лондон (театр Олд Вик), Перт, Аделаида, Токио)

## Награды и номинации
- 1999 — Премия Гильдии киноактёров США в категории «Актёр» за роль в фильме «Сюрприз старины Неда» — номинация.
- 1999 — Британская комедийная награда в категории «Лучший комедийный актёр телевидения» за роль в сериале «Малодушие» — номинация.
- 2000 — Британская комедийная награда в категории «Лучший комедийный актёр телевидения» за роль в сериале «Малодушие» — победа.
- 2001 — Британская комедийная награда в категории «Лучший комедийный актёр телевидения» за роль в сериале «Малодушие» — номинация.
- 2002 — Награда англ. Television and Radio Industries Club в категории «Драматический актёр года (телевидение)» за роль в сериале «Малодушие» — победа.
- 2002 — Премия британского независимого кино в категории «Лучший актёр» за роль в фильме «Кровавое воскресенье» — победа.
- 2002 — Международный кинофестиваль в Стокгольме — «Лучший актёр» за роль в фильме «Кровавое воскресенье» — победа.
- 2002 — Награда англ. British Academy Television Awards в категории «Лучший актёр» за роль в фильме «Кровавое воскресенье» — номинация.
- 2003 — Награда Ирландского кино и телевидения в категории «Лучший актёр в телевизионной драме» за роль в сериале «Закон Мёрфи» — победа.
- 2003 — «Лучший актёр» по версии журнала англ. TV Choice за роль в сериале «Малодушие» — победа.
- 2003 — Национальная телевизионная награда в категории «Самое популярное комедийное выступление» за роль в сериале «Малодушие» — победа.
- 2004 — Национальная телевизионная награда в категории «Самый популярный актёр» за роль в мини-сериале «Кентерберийские истории» — номинация.
- 2004 — Награда Ирландского кино и телевидения в категории «Лучший актёр в телевизионной драме» за роль в фильме «Стена молчания» — номинация.
- 2005 — Награда Ирландского кино и телевидения в категории «Лучший актёр телевидения» за роль в сериале «Закон Мёрфи» — номинация.
- 2007 — Награда Ирландского кино и телевидения в категории «Лучший актёр телевидения (лавная роль)» за роль в сериале «Закон Мёрфи» — номинация.
- 2007 — Золотой глобус в категории «Лучший актёр (мини-сериал или телефильм)» за роль в мини-сериале «Джекилл» — номинация.
- 2008 — Золотая Роза в категории «Лучший ведущий» за роль в мини-сериале «Джекилл» — номинация.
- 2008 — Награда Криминальный триллер в категории «Лучший актёр» за роль в сериале «Закон Мёрфи» и мини-сериале «Человек полуночи» — номинация.
- 2010 — Награда англ. Broadcasting Press Guild в категории «Лучший актёр» за роль в сериале «Оккупация» и фильме «Пять минут рая» — номинация.
- 2010 — Нью-йоркский фестиваль фильмов ужасов — «Лучший актёр» за роль в фильме «Изгнанники» — победа.
- 2016 — Офицер ордена Британской империи.